# Testul de competență în coreeană
Testul de competență în coreeană (TOPIK; în hangul: 한국어능력시험) este un test pentru a măsura competența în limba coreeană a vorbitorilor nenativi din Coreea de Sud . 
Testul este oferit de șase ori anual (ianuarie, aprilie, mai, iulie, octombrie, noiembrie) în Coreea de Sud și mai rar persoanelor care studiază coreeană în alte țări. Testul este destinat persoanelor a căror prima limbă nu este coreeană și este susținută de etnici coreeni de peste mări, celor care doresc să studieze la o universitate coreeană și pentru cei care doresc să fie angajați la companii coreene din Coreea și din afara acesteia. Din 2011, TOPIK este administrat de ko⁠(National Institute for International Education)[Institute for International Education&page=%EA%B5%AD%EB%A6%BD%EA%B5%AD%EC%A0%9C%EA%B5%90%EC%9C%A1%EC%9B%90&targettitle=ko traduceți] (국립국제교육원, NIIED), o filială a Ministerului Educației din Coreea de Sud.